# Jure Francetić
Jure Francetić (Otocsán, 1912. július 3. – Močile, 1942. december 27.) a második világháború alatt a Független Horvát Államom (NDH) belül Bosznia-Hercegovina horvát usztasa biztosa, valamint az Usztasa Milícia 1. ezredének, a későbbi Fekete Légiónak a parancsnoka volt. Mindkét tisztségében felelős volt a boszniai szerbek és zsidók lemészárlásáért. Ante Pavelić belső körének tagja, sok usztasa Pavelić lehetséges utódjaként tartotta számon az NDH Poglavnikjának (vezérének) tisztségében. Amikor repülőgépe 1942 decemberének végén Szluin közelében, a Kordun régióban lezuhant, a partizánok fogságába esett és belehalt sérüléseibe.

## Élete
Francetić a mai Közép-Horvátország Lika régiójában fekvő Otocsánban született 1912. július 3-án. A gimnázium elvégzése után, ahol nacionalista tanárok hatottak rá, jogot tanult a zágrábi egyetemen, ahol csatlakozott az usztasa mozgalomhoz, és otthagyta tanulmányait. Nem sokkal ezután jugoszlávellenes politikai tevékenysége miatt öt évre száműzték Zágrábból. Rövid ideig Otocsánban tartózkodott, majd 1933 márciusában Olaszországba emigrált, ahol 1933. április 24-én a borgotarói táborban usztasa esküt tett. A következő négy évet Ausztriában, Olaszországban és Magyarországon töltötte. Magyarországon „Laszlo” néven csatlakozott a jankapusztai usztasa táborhoz, majd a tábor parancsnokhelyettese lett, és fanatikus usztasává fejlődött.
I. Sándor jugoszláv király meggyilkolása után Francetićet a jugoszláv kormány kérésére Mussolini Szardíniára internálta. A Jugoszláv Királyságban kihirdetett általános amnesztia után Francetić 1937 novemberében visszatért Horvátországba, de azonnal letartóztatták és szülővárosába száműzték. A következő évben visszatért Zágrábba remélve, hogy befejezi jogi tanulmányait, de kénytelen volt katonai szolgálatot teljesíteni. Nacionalista tevékenységei között szerepelt Otocsán lakosainak usztasa köszöntése: „Éljen Ante Pavelić! Éljen a Független Horvátország!”. 1940 végén Jozef Tisónak, az újonnan megalakult Szlovák Köztársaság elnökének küldött gratuláló távirata miatt, amelyet számos horvát nacionalista írt alá, Zágrábban letartóztatták. Ismét szülőhazájába, Otocsánba száműzték. 1941. január 12-én, hogy elkerülje a letartóztatást Németországba szökött, miután gyújtó hangú nacionalista beszédet mondott egy helyi iskola újévi ünnepségén Otocsánban.

### A második világháborúban
Az NDH 1941. április 10-i megalakulása után Francetićet nevezték ki Bosznia-Hercegovina usztasa főküldöttjének, feladata az ottani usztasa-rezsim megerősítése volt. 1941. április 24-én Slavko Kvaternik marsallal, mintegy 800 főnyi usztasa milíciával és 300 usztasa rendőrrel érkezett Szarajevóba, hogy létrehozzák a formális ellenőrzést. Francetić gyakorlatilag Szarajevó legerősebb politikai vezetőjévé vált, aki a szerbekkel és zsidókkal való kíméletlenségével szerzett hírnevet. A Francetić vezette Usztasa átvette az irányítást a helyi közigazgatás felett azáltal, hogy elbocsátotta a „szerbek” kategóriájába tartozó összes köztisztviselőt és tanárt, valamint a zsidókat. 

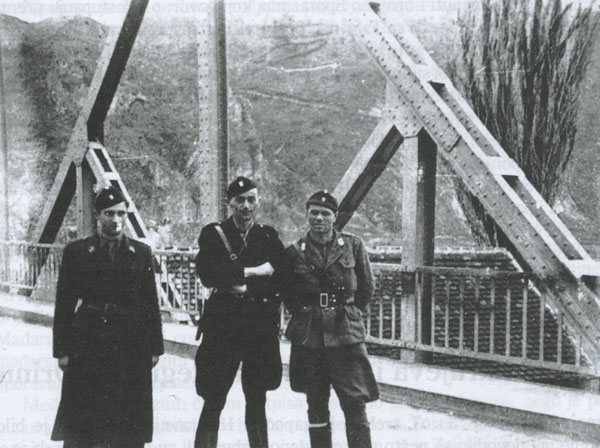
Francetić (középen) és Rafael Boban usztasa parancsnokok 1942-ben Zvorniknál, a Drina hídján

 A szerbek és zsidók meggyilkolása, letartóztatása és deportálása Francetić beosztottainak alapvető kötelessége volt. Mindez a hivatalos usztasa politikán alapult, amely a zsidók teljes kiirtását vagy kiutasítását követelte, a bosznia-hercegovinai ortodox szerbeket pedig erőszakkal kívánta áttéríteni a római katolicizmusra. 1941. július 23-án az NDH rendőrségének főhadiszállása parancsot küldött az összes régió vezetőjének, beleértve Francetićot is, hogy kezdjék meg a zsidók, szerbek és kommunisták letartóztatását és a gospići koncentrációs táborba történő szállítását. 1942 szeptemberében Francetićot eltávolították boszniai tisztségéből, valószínűleg azért, hogy eloszlassa a boszniai muszlimok aggodalmait az usztasák által az elmúlt tizennyolc hónapban elkövetett atrocitásokkal kapcsolatban.

### A Fekete Légió
1941 augusztusában a Francetić vezetése alatt álló usztasa milíciát Kelet-Hercegovinába telepítették az ottani felkelés leverésére. Az 1. usztasa ezredet (horvátul Prva Ustaška pukovnija) Francetić és Ante Vokić képezte ki Szarajevóban 1941 szeptemberében. Amikor az ezred eredeti parancsnokát megölték, Francetić vette át a parancsnokságot. Az ezred gyorsan növekedett, fanatizmusával és az erőszakkal szerzett hírnevet magának. Kelet-Boszniában léptek szolgálatba, és miután fekete egyenruhát viseltek decemberre Fekete Légiónak (horvátul Crna Legija) nevezték el őket. Féltek tőle fanatikus morálja és harci tulajdonságai miatt, de a boszniai szerb lakosság ellen elkövetett atrocitásai miatt is. Létszáma hamarosan 1000–1500 fősre nőtt. 1941–1942 telén a Fekete Légió mészárlásokat hajtott végre a Bosznia északnyugati részén fekvő Prijedorban és a Szarajevótól északkeletre fekvő Romanija hegységben is. Ez utóbbi mészárlások során több ezer védtelen boszniai szerb civilt öltek meg, holttestüket pedig a Drina folyóba dobták. A pletykák szerint Francetić több mint 3000 ember meggyilkolását rendelte el ezekben a műveletekben.

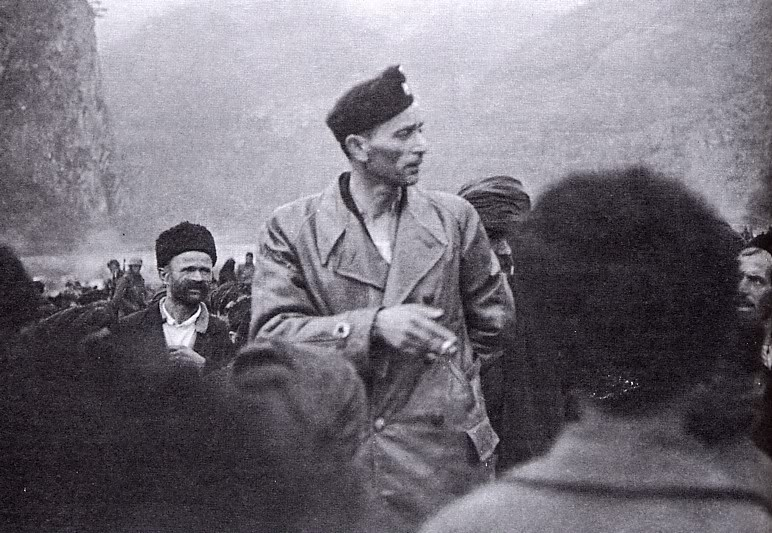
Francetić beszédet mond a szerb menekülteknek a Trio hadművelet után a Drina mellett, 1942-ben

Francetić katonai képzettségét és tiszti rangját a Jugoszláv Királyi Hadseregben kapta, ahol őrmesteri rangban altiszt lett. Katonai tapasztalatairól és tudásáról Eugen Dido Kvaternik ezt írta: „Nem rendelkezett alapvető katonai ismeretekkel és katonai végzettséggel, és nem volt tehetsége az alapvető katonai szervezéshez sem.” A Független Horvát Állam megalakulása után azonban ezredesi rangot szerzett az usztasa hadseregben. Kvaternik úgy vélte, Francetić „a mi hegyvidéki Hercegovinánk született gerillája és fia”, ami elegendő ok volt arra, hogy Bosznia-Hercegovinában katonai vezetővé emeljék.
Francetić 1942. március 31-től kezdődően a német akarat ellenére önálló offenzívát indított a partizánok és csetnikek ellen Kelet-Boszniában. A Fekete Légió gyorsan elfoglalta a partizánoktól Drinjačát, Vlasenicát, Bratunacot és Srebrenicát, és legyőzte a Jezdimir Dangić őrnagy vezette nagyobb csetnik erőket. Ugyancsak Francetić vezette a Fekete Légiót az 1942 áprilisa és júniusa közötti kelet-boszniai közös német-olasz-usztasa offenzíva, a Trio hadművelet során, és a főparancsnok, Bader tábornok szerint a Fekete Légió „jelentősen segítette a közös offenzíva sikerét”. Májusban a Fekete Légió miután nőket és lányokat erőszakoltak meg, mintegy 890 szerbet és zsidót mészárolt le Vlasenicában.
A boszniai szerbek és zsidók tömeges meggyilkolásának indoklásaként Francetić a „zsidó kommunista hidra” propagandáját hirdette, amelynek sikerült „félrevezetnie a kelet-boszniai szerb ortodox lakosság többségét, hogy „állam elleni bűncselekményeket kövessen el.” Francetić kijelentette, hogy „a legdrasztikusabb eszközöket” kell bevetni ellenük. Francetić személyesen tartóztatta le és hallgatta ki prominens szerb és zsidó vezetőket, majd elrendelte néhányuk meggyilkolását. Saját szarajevói lakását börtönkonyhává/mosókonyhává alakította. Állítólag az usztasák szerbek és másként gondolkodók elleni vadságai arra késztették a német parancsnokságot, hogy követelje Francetić, mint az 1. dandár Fekete légió parancsnokának elbocsátását. Pavelić ezt megtagadta, és Francetićot az összes usztasa tábori alakulat parancsnokává léptette elő.

## Halála
Francetić 1942. december 27-én vagy 28-án 30 évesen halt meg. Miközben december 22-én Gospićba repült, a jugoszláv partizánok Močile falu mellett, Szluin közelében, amely partizánok által birtokolt terület volt, gépét lelőtték. A helyi falusiak őt és pilótáját is azonnal elfogták. A súlyosan megsebesült Francetićot a NOVJ vezérkarának kórházba szállították, ahol partizán sebészek megpróbálták megmenteni az életét, hogy az usztasa táborok és börtönök foglyaira cseréljék, de ez nem sikerült. Az usztasa hatóságok annyira aggódtak amiatt, hogy halála milyen hatással lesz mozgalmuk támogatóira, hogy halálhírének közlését 1943. március elejére halasztották. Halálának hivatalos bejelentése azonban csak 1943. március 31-én történt meg, nyolcnapos hivatalos gyász elrendelésével.

## Öröksége a mai Horvátországban

A 13th Tomislavgradi HOS Zászlóalj vállapja

1991 és 1992 között a jugoszláv háborúk első szakaszában a Horvát Védelmi Erők (horvátul Hrvatske obrambene strage, rövidítve: HOS) a Horvát Jogok Pártjának (HSP) katonai ága volt. A HOS 13. (Tomislavgrad) és 19. (Gospić) zászlóalja a „Jure Francetić” nevet kapta. 1993 májusában a bosznia-hercegovinai Zenica régióban működő Horvát Védelmi Tanács (horvátul Hrvatsko vijeće obrane, rövidítve: HVO) egyik alakulatát „Jure Francetić” dandárnak nevezték.
A Háborús Veteránok Szövetsége 2000 júniusában emléktáblát emelt Francetićnak Szluinban. Négy évvel később, 2004 végén a horvát kormány elrendelte az emléktábla eltávolítását. 2005 januárjában Split külvárosában ismeretlenek egy újabb emlékművet építettek Francetićnak és Mile Budaknak.

### Folyóiratok
- Godec, Željka. „Provokacija ili Manipulacija?”, Nacional , 2000. június 15.. [2013. szeptember 27-i dátummal az eredetiből archiválva] (Hozzáférés: 2014. szeptember 21.) (horvát nyelvű)

## Fordítás
Ez a szócikk részben vagy egészben  a   Jure Frančetić című angol Wikipédia-szócikk ezen változatának fordításán alapul.  Az eredeti cikk szerkesztőit annak laptörténete sorolja fel. Ez a jelzés csupán a megfogalmazás eredetét és a szerzői jogokat jelzi, nem szolgál a cikkben szereplő információk forrásmegjelöléseként.